# Acanthocyclops milotai
Acanthocyclops milotai is een eenoogkreeftjessoort uit de familie van de Cyclopidae. De wetenschappelijke naam van de soort is voor het eerst geldig gepubliceerd in 2008 door Iepure & Defaye.